# Archiduché d'Autriche
1453–1806
Entités précédentes :
- Duché d'Autriche

Entités suivantes :
- Empire d'Autriche

L'archiduché d'Autriche (en allemand : Erzherzogtum Österreich) est un ancien État impérial du Saint-Empire romain. Cet État succède au duché d'Autriche en 1453 ; en tant que noyau de la monarchie de Habsbourg, il existe pendant plus de 350 ans, jusqu'à la dissolution du Saint-Empire en 1806. Puis, divisé en deux terres de la Couronne correspondants aux Länder autrichiens actuels de Basse-Autriche et de Haute-Autriche, son territoire fait partie intégrante de l'empire d'Autriche et de la Cisleithanie au sein de l'Autriche-Hongrie. Les archiducs d'Autriche de la maison de Habsbourg résident à la Hofburg dans le centre de Vienne.
Par commodité, on se sert parfois de cette expression pour désigner l'ensemble des territoires héréditaires des Habsbourg (Habsburgische Erblande) dominés par l'archiduc autrichien, ce qui inclut alors en plus l'Autriche intérieure (les duchés de Styrie, de Carinthie et de Carniole, ainsi que, plus tard, le comté de Goritz), le comté de Tyrol, les possessions de l'Autriche antérieure et plusieurs autres petits territoires.

## Histoire

### Origines

Union personnelle provisoire des Babenberg sur le duché d'Autriche (en rouge) et la Styrie (rayures).

Simple marche du duché ethnique de Bavière aux débuts de l'Empire, l'Autriche est élevée en duché autonome par la Diète d'Empire réunie à Ratisbonne le 8 septembre 1156. Neuf jours plus tard, l'empereur Frédéric Barberousse délivre un document de certification, le Privilegium Minus, au profit du duc Henri II d'Autriche de la maison de Babenberg, ayant renoncé au duché de Bavière. 
Sur la base d'un contrat de succession conclut en 1186, les Babenberg règnent également sur le duché de Styrie après le décès du duc Ottokar IV en 1192. Toutefois, l'extinction de la lignée à la mort du duc Frédéric II d'Autriche en 1246 entraîne la vacance des fiefs autrichiens, le tout coïncidant avec l'absence d'un pouvoir central impérial pendant le Grand Interrègne. La possession de ces territoires par Ottokar II de Bohême, roi de Bohême, provoque un conflit avec Rodolphe de Habsbourg, élu roi des Romains en 1273. Le premier est désigné duc par la noblesse autrichienne, tandis que le second réclame le duché comme fief tombé en déshérence et devant faire retour à son suzerain. Rodolphe défait son rival à la bataille de Marchfeld en 1278 ; quatre ans plus tard il investit ses deux fils, Albert et Rodolphe II à la tête des duchés d'Autriche et de Styrie.

### L'archiduché

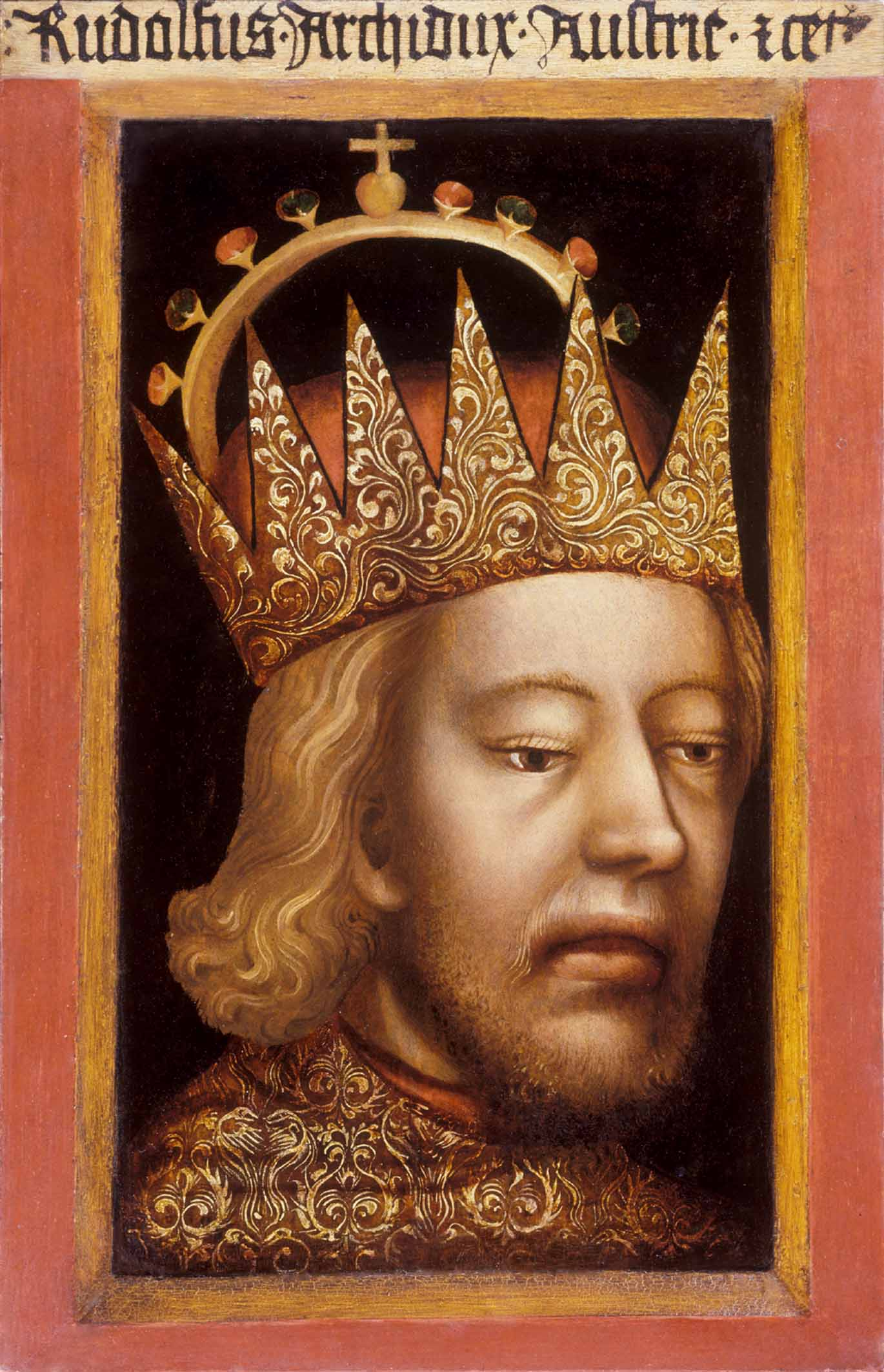
Rodolphe IV dit le Fondateur, portrait contemporain du XIVe siècle.

Le titre d'« archiduc » donné aux souverains d'Autriche est une invention de la fin du Moyen Âge. Elle est affirmée par le Privilegium Maius, un faux créé par le duc Rodolphe IV d'Autriche en 1359, en réaction à son exclusion du collège électoral par la Bulle d'or promulguée par l’empereur Charles IV trois ans auparavant. Il s'agit de garantir aux ducs d'Autriche un titre unique dans l'Empire, qui en fait l'équivalent des sept princes-électeurs, le droit de vote en moins : les pouvoirs de l'empereur sont strictement limités par la proclamation du Jus de non evocando et une réduction drastique de la participation à l'ost impérial ; les archiducs ont préséance sur tous les autres princes non électeurs ; enfin, la déshérence des fiefs des Habsbourg est rendue impossible par la double proclamation de l'indivisibilité de l'Autriche et d'une succession incluant les femmes en cas d'absence de descendants mâles. Charles IV a dès le début refusé l'octroi effectif du Privilegium Maius. 
Ce sont les souverains de l'Autriche intérieure, seigneurs de la Styrie, la Carinthie et la Carniole, qui mettent en acte les prétentions archiducales. Ainsi, Ernest de Fer, à partir de 1414, est le premier à utiliser de façon totalement unilatérale le titre d'archiduc dans les documents de chancellerie. Son fils Frédéric V de Habsbourg réunit l'ensemble des duchés sous un seul prince et, devient empereur des Romains sous le nom de Frédéric III, sanctionne au jour de l'Épiphanie en 1453 le Privilegium Maius en lui conférant un caractère légal : le titre d'archiduc utilisé dans les faits depuis près d'un demi-siècle, Ladislas le Posthume est le premier prince officiellement investi du titre d'archidux Austriae.
Les souverains autrichiens ont effectivement le monopole sur le titre et primauté sur tous les princes non électeurs. L'élection de Ferdinand Ier comme roi de Bohême en 1526 donne enfin aux Habsbourg le titre de prince-électeur et donc le droit de vote impérial.  

### Expansion territoriale

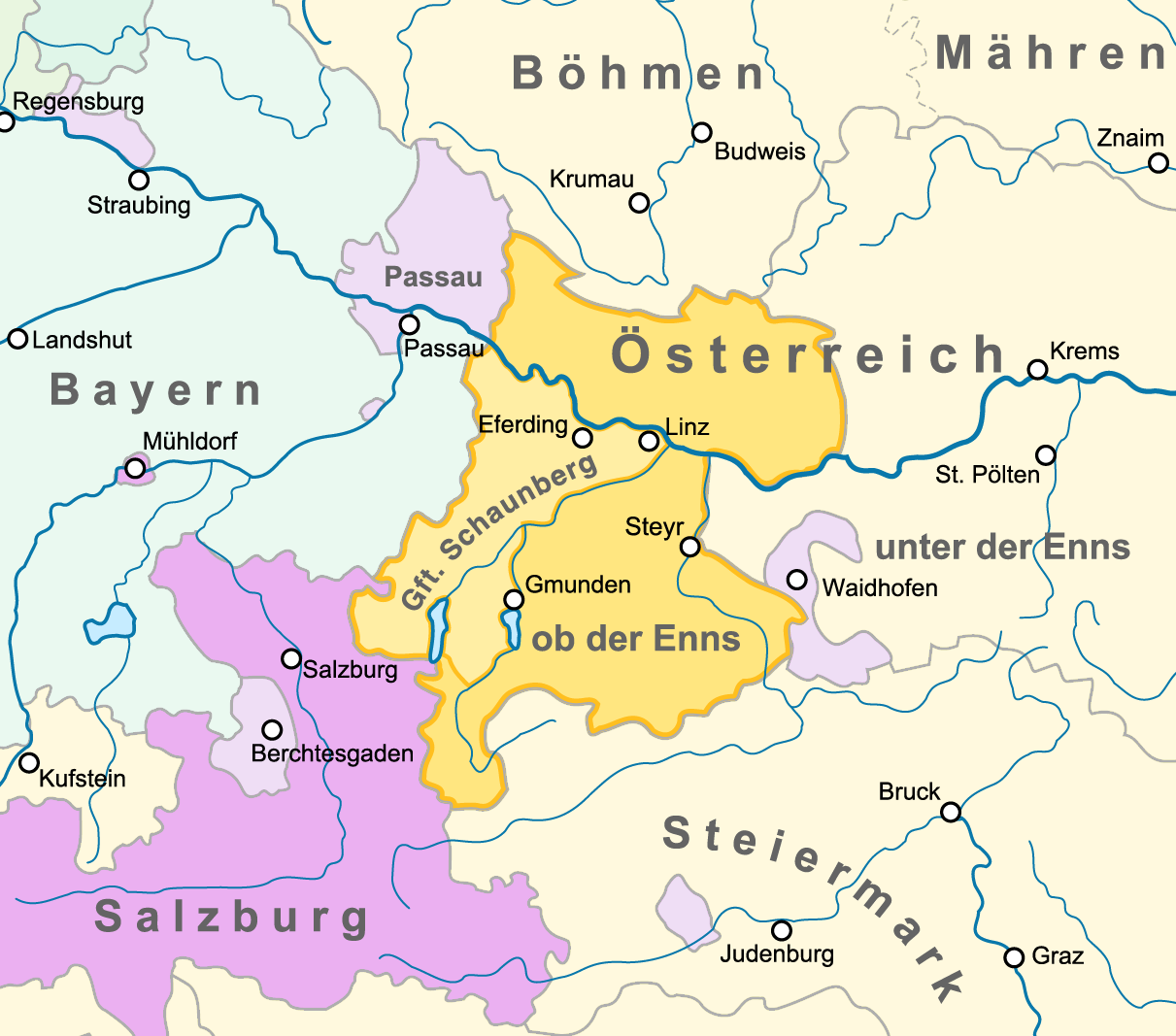
Le territoire de l'Autriche au-dessus de l'Enns à la fin du XIVe siècle.

Au sens strict, l'archiduché désigne les territoires des actuels länder de Haute-Autriche et de Basse-Autriche, exception faite de la partie occidentale du premier sur la rive de la rivière Inn, qui fait partie du duché de Bavière jusqu'à la conclusion du traité de Teschen en 1779. Il reprend logiquement les limites du duché d'Autriche tel qu'il est érigé par le Privilegium Minus en 1156.
Cette partie du patrimoine des Habsbourg demeure aux mains des aînés de la maison et applique en effet dès le XIVe siècle la primogéniture intégrale et l'indivisibilité. Elle ne se trouve partagée qu'une fois au cours du XVe siècle, sous le règne de l'empereur Frédéric III. La partition se fait, de part et d'autre de la rivière Enns, donnant naissance à la distinction entre la Haute-Autriche et la Basse-Autriche. Il s'agit, pour ce duc ayant récemment hérité de ces terres du fait de la mort de son cousin Ladislas le Posthume, de satisfaire son frère cadet Albert VI. La situation se prolonge quelques années après la mort de ce dernier en 1463, en raison de l'occupation de l'est du pays par le roi de Hongrie, Matthias Ier de Hongrie. Malgré la reconquête, la séparation demeure sur le plan administratif et la Haute-Autriche prend une certaine indépendance en tant que « principauté d'Autriche au-dessus de l'Enns » (ob der Enns). 

Les pays autrichiens vers l'an 1500.

Dès le XIVe siècle, les Habsbourg possèdent par ailleurs plusieurs grands fiefs voisins : outre le duché de Styrie, le duché de Carinthie avec la marche de Carniole depuis 1335, ainsi que le comté de Tyrol racheté en 1363. La mort de Rodolphe IV en 1365, cependant, démontre l'inefficacité du Privilegium Maius, au sein même de ses propriétés. Ses frères ne peuvent s'entendre et procèdent au partage de ses terres en 1379, au traité de Neuberg. À partir de la fin du XVe siècle, on commence à définir l'archiduché comme l'ensemble des duchés autrichiens.
Par la suite, cependant, on peut constater que l'indivisibilité ne concerne que l'Autriche proprement dite. La Styrie, la Carinthie, la Carniole et le Tyrol sont régulièrement détachés pour les cadets de la famille. Ces archiducs jouissent cependant plus d'un rôle de gouverneur que d'une souveraineté effective. Les territoires souabes des Habsbourg, l'Autriche antérieure, n'est jamais considéré comme faisant partie de l'archiduché. À partir de 1406, cette Autriche antérieure forme, avec le comté de Tyrol, un ensemble nommé Autriche supérieure (Oberösterreich), qu'il ne faut pas confondre avec la Haute-Autriche d'aujourd'hui.

### Le cercle d'Autriche

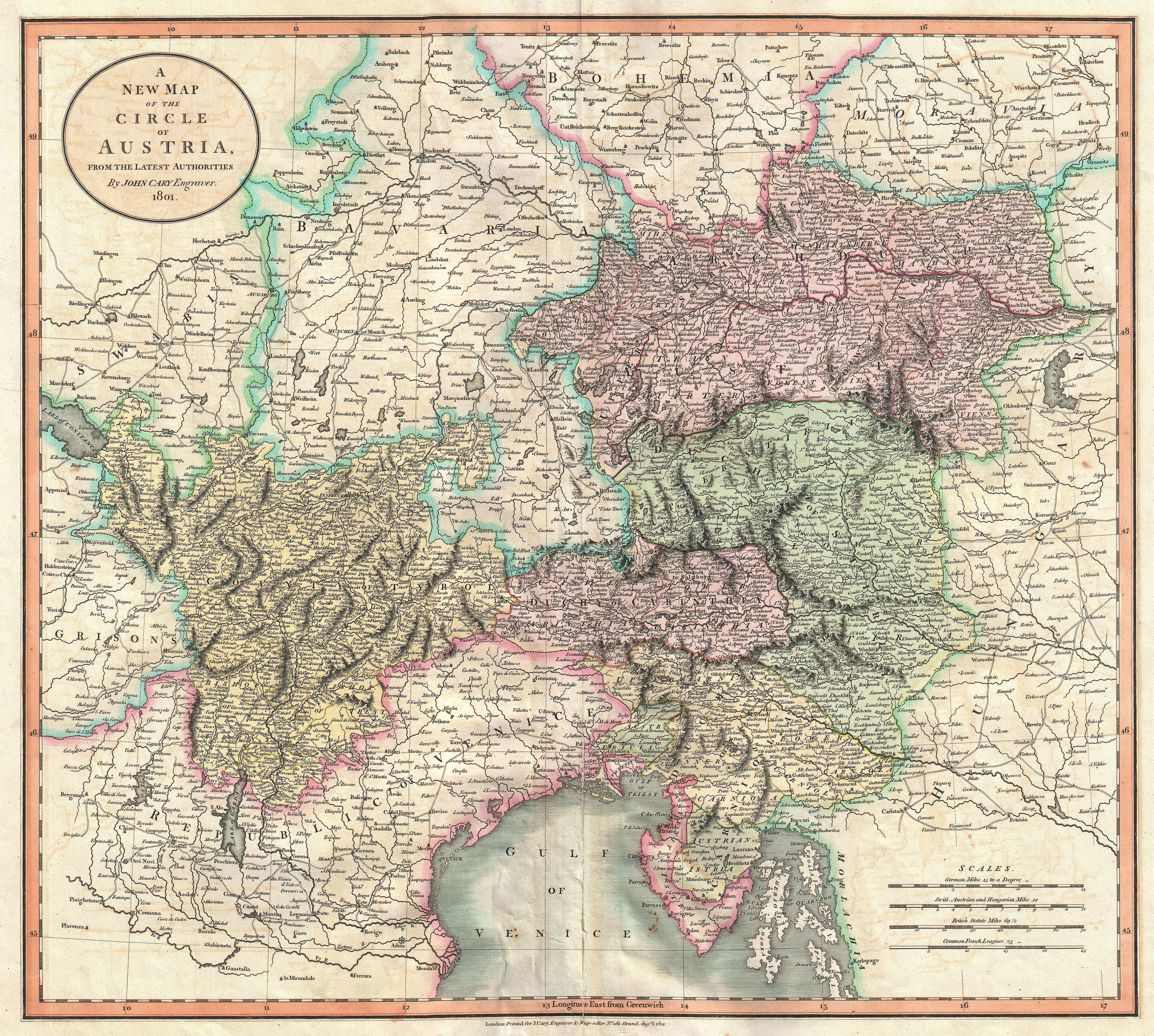
L'archiduché (en rose) au sein du cercle d'Autriche.

Le fils de Frédéric III, Maximilien Ier, entreprend, en tant que roi des Romains, de renforcer l'administration centrale en lançant une profonde réforme du Saint-Empire (Reichsreform). À la Diète de Cologne en 1512, il réorganise les cercles impériaux en créant le cercle d'Autriche qui englobe l'ensemble des territoires héréditaires de la dynastie de Habsbourg, dont l'archiduché d'Autriche lui-même. Il s'étendait également sur les possessions dispersées de l'Autriche antérieure, enclaves dans le cercle de Souabe ou le cercle du Haut-Rhin.

### La base d'un empire
La dynastie des Habsbourg accroît sa puissance territoriale et politique par une série de grands mariages, justifiant la devise Bella gerant alii, tu felix Austria nube (« Que les autres fassent la guerre, toi, heureuse Autriche, marie-toi ! »).
Napoléon Ier proclame la fin du Saint-Empire romain germanique, en créant de nouveaux royaumes et principautés, comme le royaume de Bavière, le royaume de Wurtemberg, le royaume de Saxe, l'électorat de Hesse, le grand-duché de Bade et bien d’autres qu'il regroupe au sein de la confédération du Rhin. François II, le dernier empereur romain germanique, devient le premier empereur d'Autriche sous le nom de François Ier, en 1804. À la suite de sa renonciation au titre d'empereur des Romains le 6 août 1806, le fief impérial cesse d'exister. 